# 摩洛哥基督教

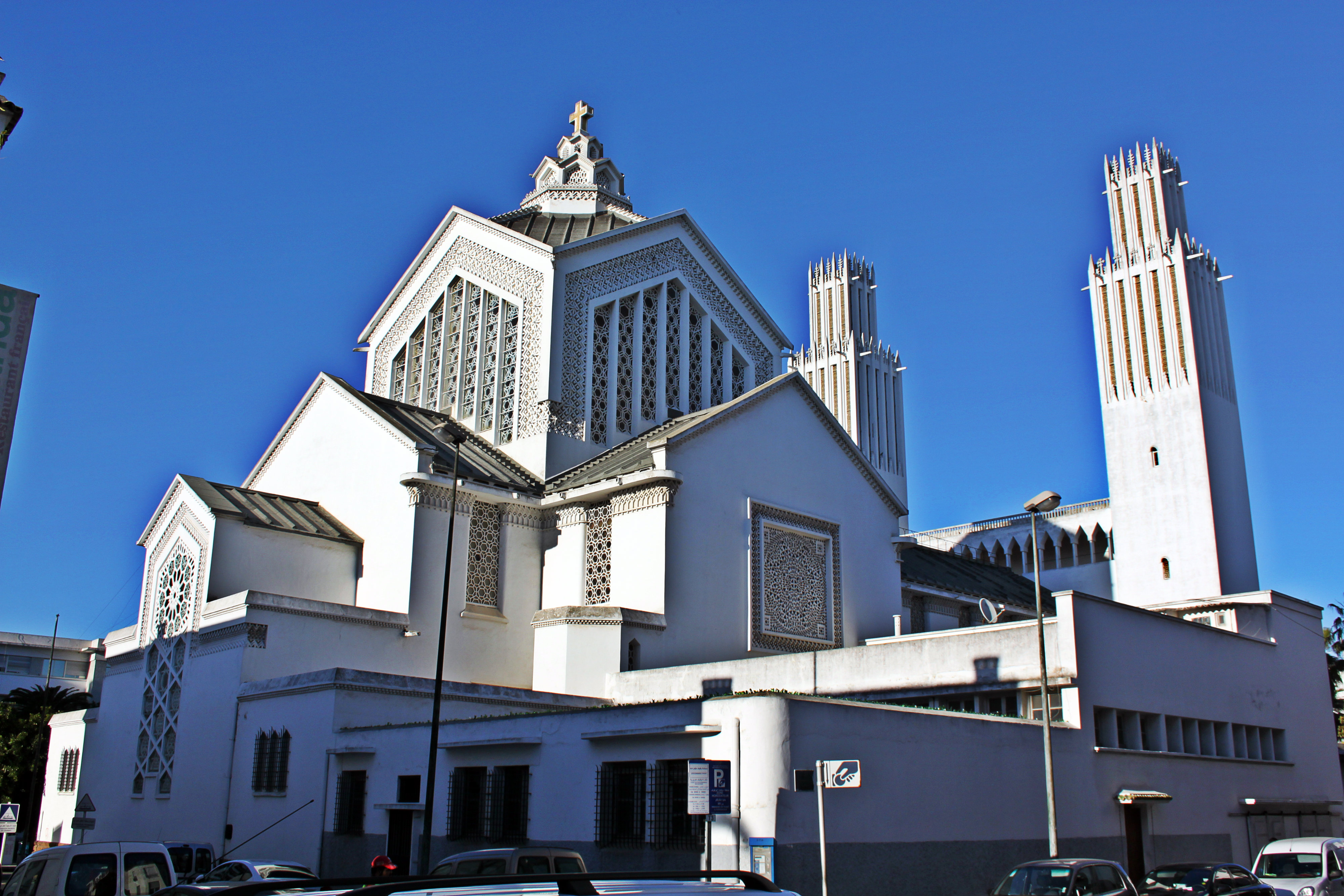
拉巴特市内的罗马天主教教堂

摩洛哥的基督教徒人数佔該國人口（2014年普查為3360万）不足1%，即少於33万6千人。他们之中绝大多数都是天主教徒或是新教徒。
据美国国务院估计，摩洛哥基督教徒的总人数大概在5千到2万5千人左右。据牛津大学坦普利顿学院估测，摩洛哥基督教徒人数约为2万人。改宗基督教的摩洛哥人（大多数是秘密信奉者）数量大约在8千到4万人之间。另有数据估测在摩洛哥约有15万穆斯林教徒皈依到基督教。

## 问题
摩洛哥宪法第三条虽然规定“保证所有人的信仰自由”，但是摩洛哥刑法禁止改宗至伊斯兰教以外的其它宗教。穆斯林改宗基督教大多在殖民时期發生，在當時禁止穆斯林改變宗教信仰的法律尚未存在。
摩洛哥刑事法第220条规定“任何煽动或动摇穆斯林去皈依其他宗教的人”将会被判3到6个月的狱刑还要缴200到500迪拉姆的罚金。任何尝试去改变一个穆斯林信仰其他宗教的行为都是违法的。外国传教士只能向非穆斯林传教或是只能偷偷地私底下尝试说服穆斯林改变信仰。尽管有这些限制，据2015年研究显示，约有3千名穆斯林转信基督教。一档广受欢迎的由拉奇德制作的基督教节目成功将北非及中东地区很多前伊斯兰教徒转变成了基督教徒。这档节目被指帮助了超过15万前摩洛哥穆斯林皈依为基督教徒。

## 历史
罗马时期，基督教在摩洛哥出现，第一次传教是由柏柏尔人基督教徒在塔尼亚地区进行的。但在伊斯兰征服时期过后便消失了。
据传统记载，圣马塞勒斯的苦难发生于298年7月28日的塔尼亚地区。由于戴克里先皇帝在296年推行的政府机构四分领地制改革，塔利亚地区成为了伊伯利亚半岛主教地区的一部分，也因此，在高卢区域直辖官执政期间还一直如此，直到后来被汪达尔族侵略（塔利亚地区在西方帝国直辖执政期间曾属于非洲主教管辖范围）。陆西利斯君士坦提乌斯是当时四世纪中后期的官方记载文件。
在独立前，摩洛哥曾经是50万欧洲基督教徒的居住地。在法国在摩洛哥摄政时期，欧洲的基督教徒人口大约占卡萨布兰卡市总人口的二分之一。在摩洛哥1956年完成独立后，其欧洲基督教徒人口数量大幅度下降。
在19世纪末20世纪初，有25万西班牙天主教徒在摩洛哥居住，他们中的大多数都在摩洛哥1956年独立后离开了摩洛哥，使其人数剧降到1万3千人左右。
今天移居摩洛哥的基督群体（包括罗马天主教和清教徒）中大约只有5千名还仍是执行教徒，尽管在任何时候，基督教徒居民人数都被估计在2万5千名左右。绝大多数的基督教徒居住在卡萨布兰卡，丹吉尔以及拉巴特市区。摩洛哥的基督教徒大多数都并非本国人，尽管据《殉道者之声》报道，越来越多的摩洛哥本地人（4万5千名）正逐渐皈依到基督教，尤其是在乡村地区。许多皈依者都是秘密在摩洛哥的教堂里完成洗礼的。

## 罗马天主教

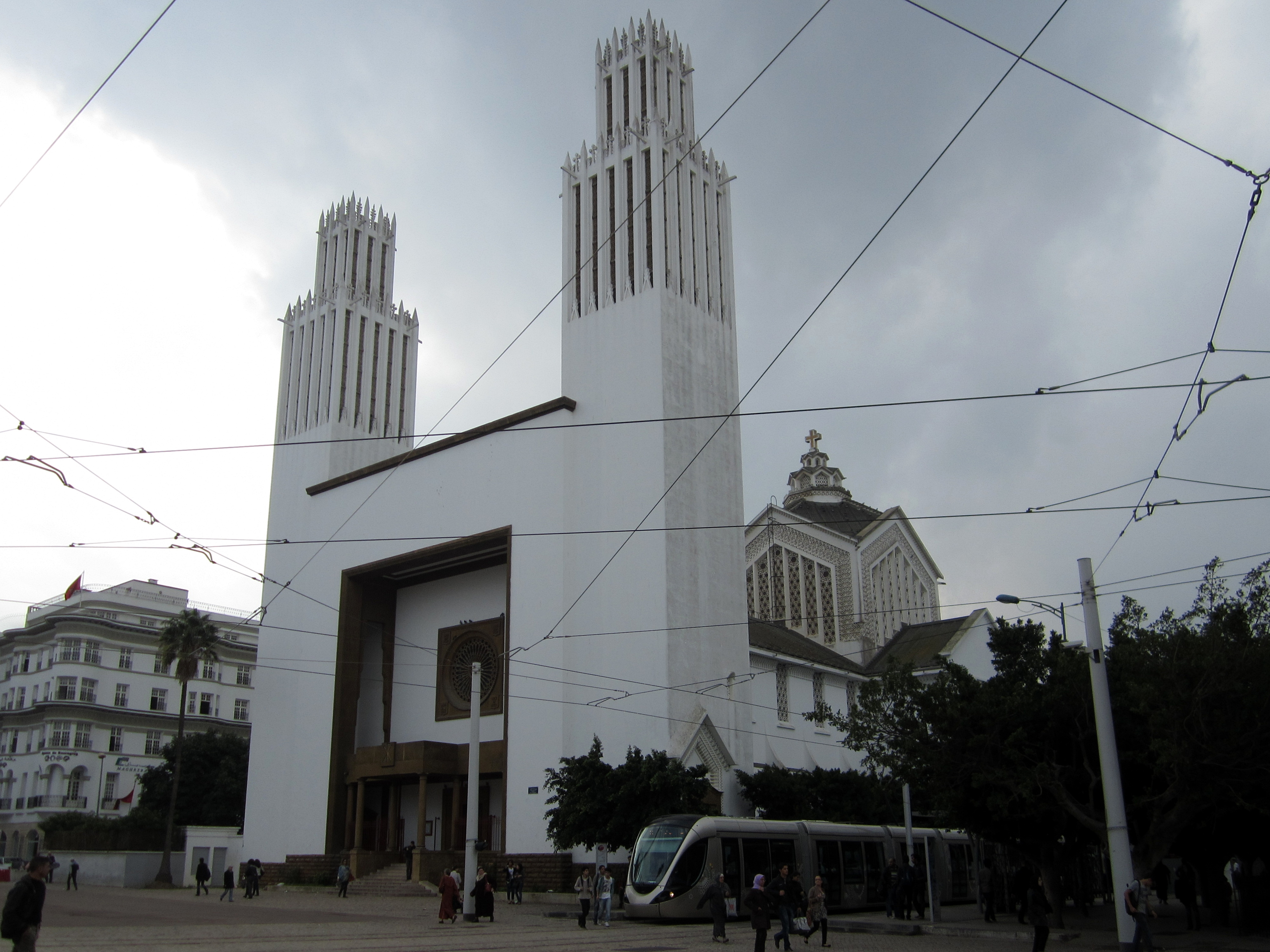
拉巴特市内的圣彼得大教堂

摩洛哥境内约有2万名天主教徒，他们中的大多数是欧洲流放者，其中，来自大部分是殖民地和后独立时期的法国和西班牙人；其次，第二大群体是来自撒哈拉以南的移民，主要是学生。

## 英国国教

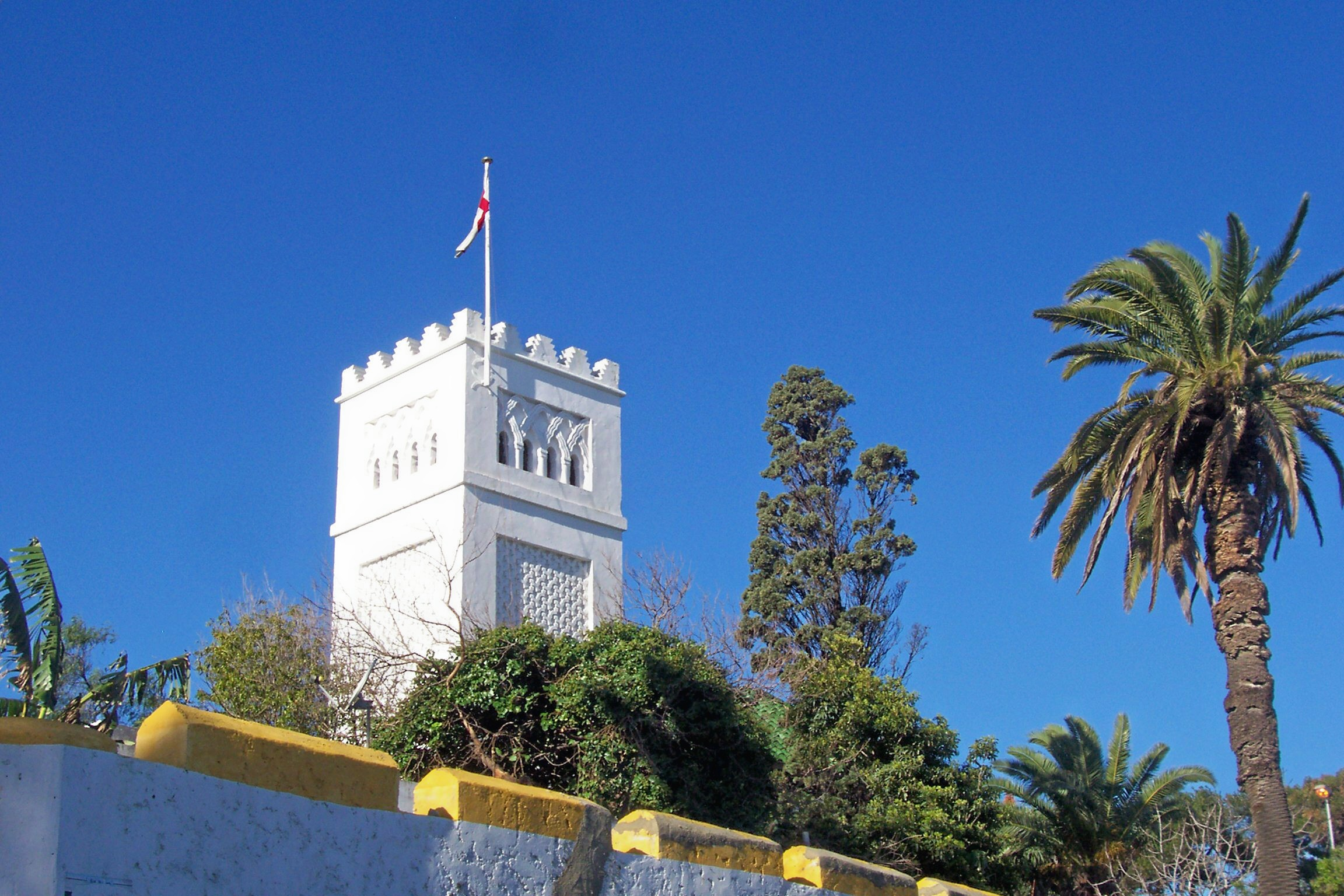
丹吉尔市内圣安德鲁教堂

包括北非东部在内的非洲大多数地区都有独立的圣公会主教教区和省份，而北非西部，包括摩洛哥圣公会教堂，均属于欧洲主教区域，而它自己也属于坎特伯雷省英国教堂的一部分。在非洲只有两个终身牧师任期，一个在卡萨布兰卡，另一个在丹吉尔。英国国教教徒会组成小团体聚在马拉碦什一起进行礼拜，但是在马拉碦什境内是没有圣公会教堂的。
丹吉尔市内的圣安德鲁英国圣公会教堂现已成为热门旅游景点，这部分也是因为很多知名人士都埋葬于此。该教堂是在摩洛哥国王所捐献的土地上经他准许建立的，之前是个更小的建筑，在二十世纪早期，改建成为现在的教堂。
卡萨布兰卡的圣约翰圣公会教堂位于市中心，离市中心地标建筑，凯悦酒店很近。该教堂拥有十分良好的教会群体，该教会会在每周日的早上与前来做礼拜的信徒们一起完成两次礼拜活动，并且还有专门为孩子制定的天主教节目。

## 新教
2010年3月27号，摩洛哥当地杂志TelQuel报道到有成百上千的摩洛哥人已经皈依成为基督教徒。Common Ground出版社的Service杂志也刊登到在2005到2010年期间，据不知名消息来源表明已有5000名摩洛哥人转信基督教，并就没有官方数据记载这一现象进行了批判。据不同的消息来源，约有2万5千名到4万5千名摩洛哥柏柏尔人、阿拉伯柏柏尔人已不再信仰伊斯兰教。一档由拉希德所主持的关于基督教徒的节目在摩洛哥地区大受欢迎，该节目也使许多北非及中东地区的前穆斯林教徒转变为基督教徒。据估计，该档节目在摩洛哥已经帮助1万5千名穆斯林教徒转信基督教。
- CIPC - 卡萨布兰卡国际清教教堂
- TTC - 丹吉尔礼拜二教堂
- MMC - 马拉碦什礼拜一教堂
- RIC - 拉巴特国际教堂
- EEAM - 摩洛哥Eglise Evangelique组织

## 正教

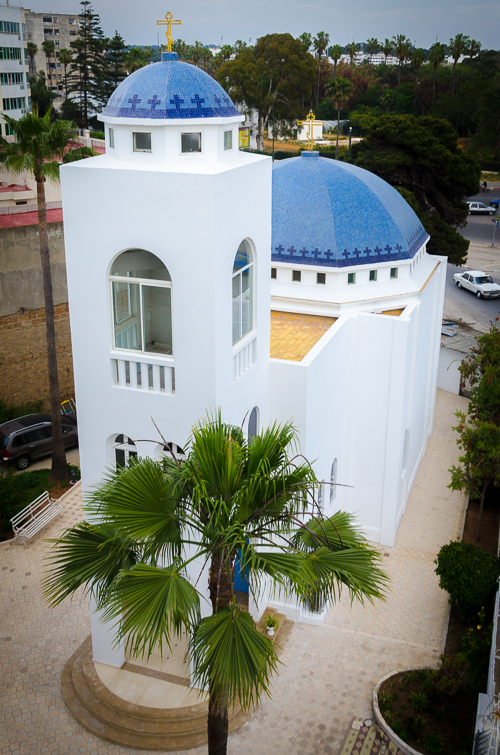
拉巴特市内的俄罗斯正教教堂

拉巴特的俄罗斯正教教堂在摩洛哥境内有三座仍在正常使用的正教教堂，分别是卡萨布兰卡的希腊正教教堂和俄罗斯正教教堂，以及拉巴特的俄罗斯正教教堂。在摩洛哥境内有三座仍在正常使用的正教教堂，分别是卡萨布兰卡的希腊正教教堂和俄罗斯正教教堂，以及拉巴特的俄罗斯正教教堂。在摩洛哥其他地区也分布有正教教会，只是没有官方建筑，然而其信徒却是在逐年增长。 阿萨纳西奥斯和伊莱亚斯是该教会组织的领头人。

## 更多信息
- 阿拉伯基督教
- 柏柏尔基督教
- 巴哈伊信仰在摩洛哥
- 摩洛哥犹太人历史